# Gino Luzzatto

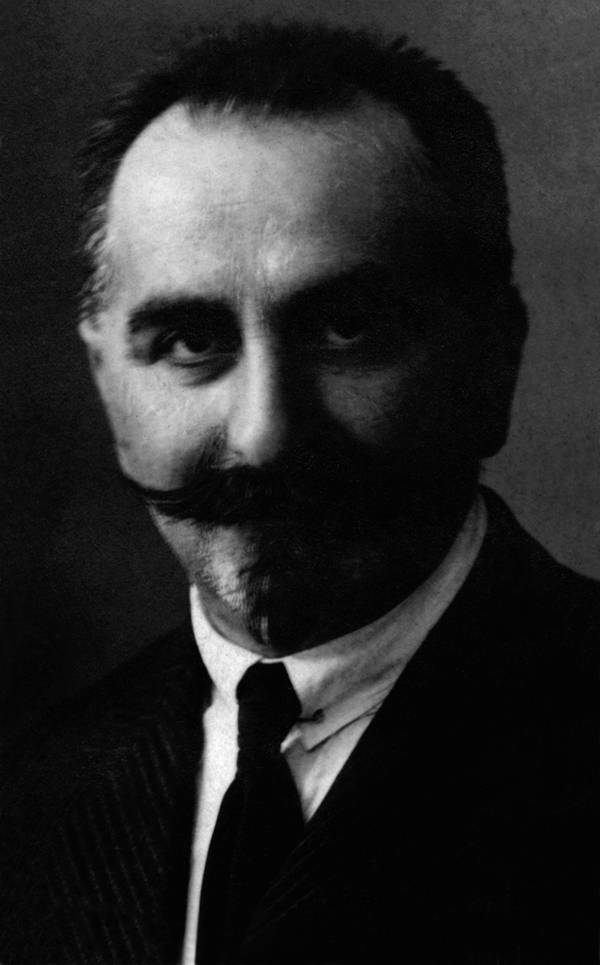
Luzzatto im Jahr 1927

Gino Luzzatto (* 9. Januar 1878 in Padua; † 30. März 1964 in Venedig) war einer der bedeutendsten italienischen Wirtschaftshistoriker. Zunächst als Lehrer in Süditalien tätig, lehrte er an einem Wirtschaftsinstitut in Triest und wechselte 1922 von dort an die Universität Venedig, deren Rektor er wurde. Bereits 1906 war er der Sozialistischen Partei beigetreten. Nach der Machtübernahme durch die Faschisten Mussolinis konnte Luzzatto nur noch unter Schwierigkeiten publizieren. 1925 wurde er mehrere Monate in Haft genommen, 1938 aufgrund der italienischen Rassengesetze – Luzzatto entstammte einer jüdischen Familie – gegen seinen Willen pensioniert. Nach Kriegsende wurde er wieder Rektor und führte das Institut bis 1953.
In seiner wissenschaftlichen Arbeit konzentrierte er sich unter dem anfänglichen Einfluss von Werner Sombart, dessen Hauptwerk er selbst übersetzte, zunehmend auf die städtische Ökonomie vor allem des Spätmittelalters – sein Hauptaugenmerk lag auf Venedig – und räumte dabei den Händlern gegenüber den Herrschaftsinstanzen und dem grundherrschaftlichen Teil der Wirtschaft einen erheblich vergrößerten Einfluss ein. Dabei wurde er zu einem der besten Kenner der Bestände des venezianischen Staatsarchivs, das er von 1922 bis 1964 fast täglich aufsuchte. Carlo Cipolla beschrieb ihn als einen der „three giants of economic history“, zusammen mit Henri Pirenne und Marc Bloch.

## Leben und Wirken
Gino Luzzatto wurde als fünfter und letzter Sohn des Giuseppe und der Amelia Salom geboren. Seine Mutter stammte aus Venedig, sein Vater aus Görz. Er begann sein Studium der Geisteswissenschaften (Lettere) 1894, wie damals für Studenten aus venezianischen Familien üblich, an der Universität Padua, hörte aber auch Rechtsgeschichte bei Nino Tamassia. Nach der Promotion wechselte er nach Florenz ans Istituto Superiore Giovanni Marinelli, wobei er sich besonders für die Untersuchungen des Geografen Giuseppe Pennesi (1851–1909) zu den Entdeckungsreisen interessierte. Seine Doktorarbeit über einen Historiker des 17. Jahrhunderts, nämlich Girolamo Brusoni, wurde 1893 veröffentlicht. Sie weist jedoch keine besondere ökonomische Zielrichtung auf.

### Süditalien, Abkehr von der „heroischen“ Geschichtsschreibung
Luzzatto wechselte an ein Gymnasium im süditalienischen Potenza, verfasste Untersuchungen zur neueren Geschichte, wie etwa zum Brigantentum in der Basilicata nach der italienischen Staatsgründung von 1860, eine Untersuchung, die jedoch nie abgeschlossen wurde. Dennoch zeigt sich hierin schon das Ungenügen an der individualistischen, „heroischen“ Geschichtsschreibung, die sich besonders auf die Taten Einzelner, auf die großen Staatsaktionen konzentrierte.

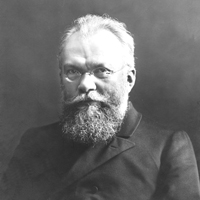
Karl Lamprecht

Karl Lamprechts Werke haben Luzzatto dazu veranlasst, sich mit der Geschichte des Feudalismus, mit der Gesellschaft und weniger mit dem „Hof“ zu beschäftigen. Dennoch lag ihm daran, bei der Abkehr von der politisch-dynastischen Geschichtsschreibung nicht in bloß statistisch fassbare Gesichtspunkte abzugleiten. Individuelle Entscheidungen, Situationsbedingtheit und Einmaligkeit der Konstellation waren ihm ebenso wichtig, wie der Blick für die überindividuellen Kräfte. Seine Polemik gegen den unkontrollierten, methodologisch nicht untermauerten Gebrauch der Statistik machte ihn erstmals in weiteren Kreisen bekannt. Ohne die Bedeutung der zahlenmäßigen Erfassung historischer Zustände und Prozesse unterschätzen zu wollen, lehnte er doch die „Manie der Zahlen“ ab.

### Urbino, Pisa, Bari, Hinwendung zur Stadt- und Handelsgeschichte (1902–1919)
1901 wechselte Luzzatto von Grosseto, wo er unterrichtet hatte, nach Urbino, wo er seine Studien zu den Marken fortsetzte. Später schrieb er sich in Urbino für Jura ein, um sich methodisch zu schulen und eine Art Gegengewicht zu den seinerzeit geläufigen Methoden zu entwickeln – ohne das Métier zu wechseln. So befasste er sich mit jüdischen Bankiers im herzoglichen Urbino, aber auch mit der aktuellen ökonomischen Entwicklung in Russland. 1904 wurde er in Jura mit der Arbeit Le origini dell’organizzazione finanziaria dei comuni italiani promoviert, doch wurde sie erst 1990 herausgegeben.
Im Jahr 1902 begann Luzzatto als einer der Ersten, bei der Zeitschrift Le Marche mitzuarbeiten, die vor allem von ihrem Herausgeber Amedeo Crivellucci (1850–1914) auf Lokaluntersuchungen ausgerichtet wurde. Auch als Luzzatto 1910 für kurze Zeit nach Padua ging, setzte er seine Tätigkeit dort fort. Erstmals zeigten sich die Möglichkeiten und Interessen Luzzattos in seinen Untersuchungen zur „sottomissione“ (‚Unterwerfung‘) des ländlichen Adels durch die Kommunen in den Marken. Dieses Thema, die Konzentration von Markt und Handwerk in der Stadt, der erzwungene Umzug des feudalen Landadels in die Kommunen und die Rechtsschöpfung aus eigener Kraft haben ihn immer wieder beschäftigt. Doch wandte er sich nach seinem Werk über die Servi weitgehend der Stadtgeschichte zu, zugleich von der Betrachtung der Dominanz der Curtes, der Betriebsgrundherrschaft ab.
Vielmehr sah er die städtischen Impulse als die stärkeren an, und darin wiederum die Rolle der Kaufleute als herausragend. Das zeigen insbesondere seine späteren Schriften zur Wirtschaftsgeschichte der Republik Venedig, die den Handel in den Mittelpunkt rückten. 1910 wurde er an das Istituto Superiore in Bari berufen. Seine 1914 publizierte Handelsgeschichte (Storia del Commercio) liegt schon genau auf der eingeschlagenen Linie. Das gilt ebenso für seine Studie über den kleinen Markenort Matelica. Hierbei analysierte er eine Fiskalorganisation, zog daraus Rückschlüsse auf die politische Ökonomie und schließlich auf die Binnenstruktur der politischen Elite(n). Damit hatte er sich weit von der landläufigen Untersuchung der Rechtszustände etwa anhand von Gesetzestexten und Statuten entfernt, die zwar Ansprüche stellen, meist jedoch ohne erkennen zu lassen, ob die angestrebten Zustände auch erreicht worden sind.

### Mitglied des PSI (ab 1906)

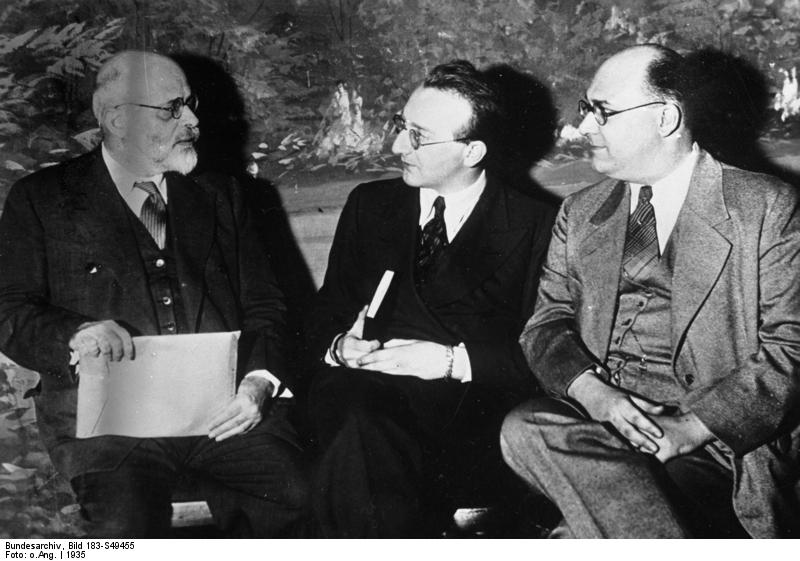
Gaetano Salvemini, rechts, während einer Sitzung der 1889 gegründeten Amerikanischen Akademie für Politische und Soziale Wissenschaften in New York, 1935

Luzzatto war schon 1906 in Pisa der Sozialistischen Partei beigetreten, konnte sich aber nie für ihren Kollektivismus und ihren Internationalismus erwärmen. Er blieb Individualist und glaubte an die Bedeutung des Einzelnen, war aber zugleich gemäßigter Patriot und trat für die Rechte der „vergessenen Klassen“ ein. Ab 1911 veröffentlichte er zahlreiche Beiträge in Salveminis L’Unità, die allerdings 1920 ihr Erscheinen einstellte. Nach 1918 gestand er, die materialistische Orientierung zu ausschließlich gesehen, darüber die Moral – die kollektive wie die individuelle – unterschätzt zu haben. Nicht umsonst sah er hinter den Kämpfen zwischen Ghibellinen und Guelfen mehr als nur den Kampf zwischen Papst- und Kaiserpartei.
Dabei glaubte Luzzatto an eine positive Wechselwirkung zwischen den Erfahrungen als Historiker und denen als politischer Mensch. So erkannte er, dass Protektionismus und Kolonialismus in Italien aufs Engste zusammenhingen. Sie schützten – ohne ökonomische Berechtigung – die heimischen Industrien und die Landwirtschaft und dienten nur der Verbilligung von Rohstoffen. Dazu lenkten sie von sozialen Problemen ab, wobei Luzzatto nicht so sehr der Mezzogiorno (Süditalien) am Herzen lag, obwohl er in Bari gelebt hatte. Bereits 1912 erörterte er die Kosten der Eroberung Libyens und die Rolle des Irredentismo.

### Weltkrieg, Wirtschaftsgeschichte: Triest (1919), Venedig (1922)

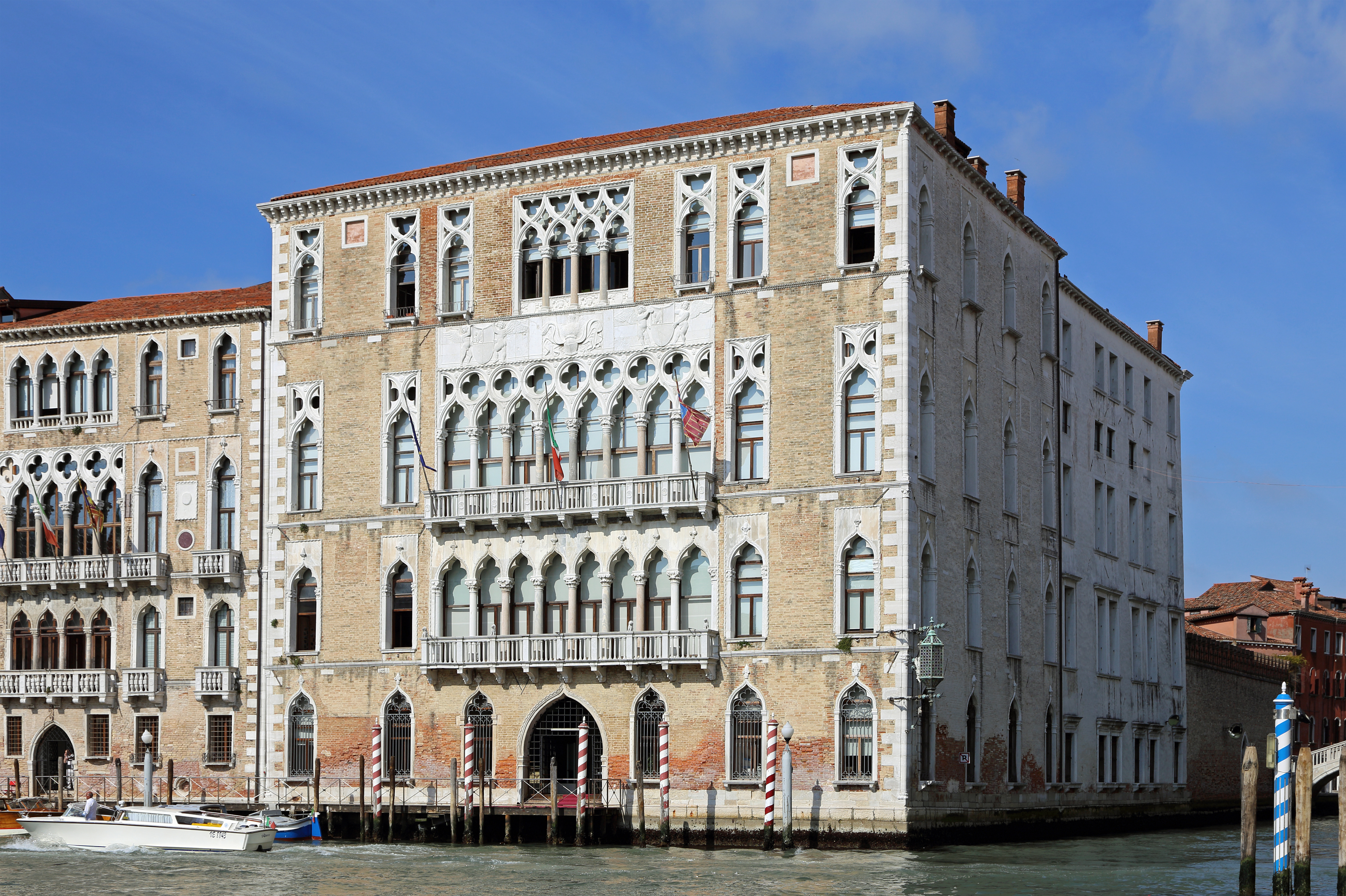
Die Cà Foscari, Hauptsitz der Universität von Venedig

Den Ersten Weltkrieg, an dem Italien teilnahm, durchlebte Luzzatto von Anfang an als tenente, also etwa im Rang eines Oberleutnants. 1919 wechselte er von Bari als ordinario di storia del commercio e geografia commerciale nach Triest an die Revoltella. Schließlich lehrte er ab Januar 1922 als Professor Wirtschaftsgeschichte am Istituto superiore di scienze economiche e sociali an der Universität Ca’ Fòscari in Venedig, eines von acht nationalen Wirtschaftsinstituten, die dem Wirtschafts-, nicht dem Bildungsministerium unterstellt waren. Fabio Besta, Luigi Armanni und Tommaso Fornari verstanden es, in einer Vielzahl von kleinen Schritten aus dem Wirtschaftsinstitut eine Universität mit mehreren Fakultäten zu machen, wobei ein auslösender Faktor die Gründung des wirtschaftswissenschaftlichen Instituts Bocconi in Mailand gewesen sein dürfte (1902), ein anderer, die ersten Industrialisierungspläne großen Maßstabs unter Bürgermeister Riccardo Selvatico. Während des Weltkriegs zog das Institut 1917 kurzzeitig nach Pisa um. Luzzatto blieb sein Leben lang, sieht man von der Zeit der Rassengesetze in Italien ab, in Venedig, auch wenn er Angebote anderer Universitäten erhielt, wie etwa 1944 aus Rom.

### Faschismus (1922–1943/1945): Rassegesetze (1938), erzwungener Rücktritt, Flucht nach Rom (1943)
1922 setzte sich die Partei Mussolinis in den Besitz der Macht, in Venedig hatten die Faschisten unter Davide Giordano bereits 1920 die Wahlen gewonnen. Die Faschisten Venedigs standen Luzzattos Institut aus politischen Gründen feindlich gegenüber, doch erst mit der Konsolidierung der Macht nach internen Auseinandersetzungen wuchs der Druck durch das Regime, das sich nicht scheute, mit fingierten Rücktrittsgesuchen vorzugehen, die Luzzatto nie gestellt hatte. Sie wurden dennoch angenommen.
Luzzatto setzte seine Arbeit heimlich fort. 1927 übernahm der ehemalige faschistische Bürgermeister Davide Giordano die kommissarische Leitung der Scuola superiore di economia an der venezianischen Universität. Am 25. April 1928 wurde Luzzatto verhaftet – einer seiner Studenten wagte es wohl nicht, den Gefesselten zu grüßen, den man zum Bahnhof abführte – und nach Mailand gebracht. Jedoch wurde er im Mai mangels Beweisen wieder freigelassen.

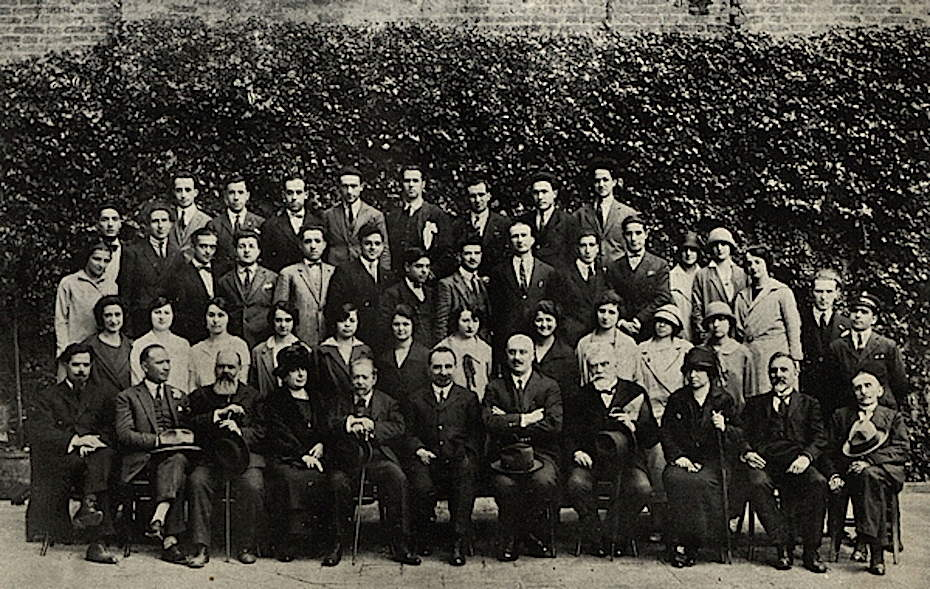
Luzzatto, Direktor der Regia Scuola Superiore di Commercio (erste Reihe, Mitte) in der Gruppe der sezioni magistrali des Jahres 1924/1925

Noch 1925 hatte er das Manifest Benedetto Croces gegen die Faschisten unterzeichnet, das in Il Mondo veröffentlicht worden war. Seit diesem Jahr war er Direktor des Instituts und veröffentlichte seine 418 Seiten umfassende Übersetzung von Werner Sombarts modernem Kapitalismus aus dem Jahr 1902.
Am 4. November 1925 wurde der sozialistische Politiker Tito Zaniboni verhaftet. Die Anklage warf ihm vor, ein Attentat auf Mussolini geplant zu haben. Die Regierung nutzte diesen Vorgang sogleich dazu aus, um die Repressalien gegen ihre Gegner zu verschärfen, und um die Öffentlichkeit aufzuwiegeln. In Venedig wurden Luzzattos Kollegen Silvio Trentin und Ernesto Cesare Longobardi im Hof der Ca’Foscari von faschistischen Studenten mit Gewalt bedroht, wenn sie sich nicht von Luzzatto distanzierten.
Am 16. November wurde Luzzatto auf Druck des Wirtschaftsministeriums zum Rücktritt gezwungen. Sein Nachfolger wurde Ferruccio Truffi (bis November 1927). Silvio Trentin ging Ende Januar 1926 ins französische Exil. 1928 wurde das Wirtschaftsinstitut dem Ministero dell’Educazione Nazionale unterstellt, dem Bildungsministerium. Dennoch bewahrte das Institut, als einziges der ursprünglich acht Institute dieser Art, eine erhebliche Selbstständigkeit. Die Universität versuchte sich zur Wehr zu setzen und initiierte unter Leitung von Luigi Armanni eine Vorlesungsreihe zur Theorie der bürgerlichen Freiheiten, woran Luzzatto bei seiner Antrittsrede nach Kriegsende 1945 erinnerte. Ab 1932, so Luzzatto, wurde es allerdings zu gefährlich, sich öffentlich zum Regime zu äußern, und das Wissen um die permanente Überwachung drohte das freie Denken der Studenten, das die eingeschüchterten Dozenten ihnen beibringen sollten, zu zerstören. Dies galt umso mehr für die 20 Monate der Besatzung durch die Nationalsozialisten.
Von 1930 bis 1942 leitete Luzzatto die Nuova Rivista Storica, musste diese Position allerdings wegen der italienischen Rassengesetze von 1938 aufgeben.
1929 hatte er ein umfassendes Werk zu den Anleihen der Republik Venedig verfasst. Diese Arbeit zeigte den gereiften Stil Luzzattos, der die Quellenarbeit ins Zentrum stellte. 1932 lieferte er einen Überblick über jüngere wirtschaftsgeschichtliche Arbeiten in Italien und zahlreiche Beiträge zur Enciclopedia Italiana. Dieses gewaltige, 1925 von Giovanni Treccani auf Betreiben zahlreicher Wissenschaftler initiierte Werk, wurde ab 1925 von Giovanni Gentile geleitet, dem Herausgeber des Manifesto degli intellettuali fascisti, des Manifests der faschistischen Intellektuellen. Von diesem Manifest hatte sich Benedetto Croce distanziert und ein entsprechendes Gegenmanifest, das Manifesto degli intellettuali antifascisti herausgegeben. Gentile leitete ab 1928 die Scuola Normale Superiore in Pisa, blieb aber bis 1938 wissenschaftlicher Direktor des Treccani-Instituts und bis 1938 sein Vizepräsident. Luzzatto veröffentlichte, trotz politischer Differenzen, überwiegend von 1929 bis 1935 in der Treccani-Enzyklopädie.

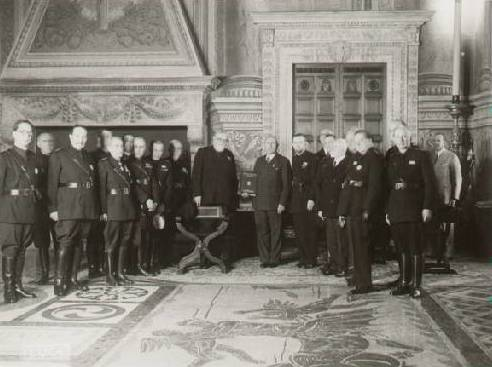
Giovanni Gentile präsentiert Benito Mussolini die Enciclopedia italiana im römischen Palazzo Venezia, 1937

1931 unterzeichnete Luzzatto den Treueid, den das Regime von allen Hochschullehrern verlangte. Bis zum Ende des Faschismus in Italien fühlte Luzzatto den Mangel an Inspiration durch das politische Leben, wenn er auch einer der führenden Köpfe der Gruppe Giustizia e Libertà war, und sein Haus am Campo San Gallo (über dem Cinema Olimpia unweit des Markusplatzes), das er mit seiner Schwester bewohnte, Gegnern der Faschisten offenstand. Luzzatto ahnte bereits im Januar 1938 in einem Brief an seinen Kollegen Corrado Barbagallo, dass es den Faschisten nicht nur um bloße Einschüchterung gehe, sondern, dass man einem lange vorbereiteten Plan zur Erreichung „konkreter Ergebnisse“ gegenüberstehe.
So belebte er etwas wieder, was er schon seit längerem betonte, die Bevorzugung des Einzelnen und Individuellen im Bereich der Quellen, also der Ratsbeschlüsse und Gerichtsurteile, der Testamente und Verträge gegenüber den internationalen Abmachungen und theoretischen Abhandlungen. Exemplarisch führte er dies in seinem Werk über die Anleihen der Republik Venedig vor. Mit dieser Studie stand er in scharfem Gegensatz zu Fabio Bestas Untersuchungen, die nach alter venezianischer Tradition die Ausgewogenheit und Harmonie des Staats- und Finanzapparats aufzuzeigen suchten. Luzzatto konnte, neben Tommaso Bertelè, Roberto Cessi u. a., zeigen, dass es gerade die Neigung des Adels war, sich der Finanzierung der staatlichen Aufgaben zu entziehen, die das System der Anleihen zur Finanzierung aufwändiger Staatsaufgaben (Krieg, Getreideversorgung) zum Zusammenbruch brachte. Ja, ein dauerhaftes, direktes Besteuerungssystem wurde durch ihre Verweigerungshaltung geradezu erzwungen. Er betrachtete den Gegensatz zwischen Standesinteressen und beginnendem Staat als eine Hauptwirkungskraft. Dabei zeigte seine Untersuchung des Zensus von 1379, wie stark sich der Adel in eine kleine vermögende und eine große verarmte Gruppe aufgespalten hatte. Von den 1.200 im Zensus erfassten Haushaltsvorständen waren rund zwei Drittel wenig vermögend, viele waren überhaupt nicht in der Lage an der Finanzierung staatlicher Aufgaben teilzunehmen, die der Grund für die Erhebung war. Marin Sanudo beklagte ein Jahrhundert später, dass von den 3.000 Adligen die meisten in äußerster Bescheidenheit lebten.
Mit dem Rechtsrahmen, den die spezifisch venezianische Gesellschaftsform der commenda darstellte, befasste er sich 1934.
1936 übersetzte Luzzatto die Wirtschaftsgeschichte Italiens von seinem ebenfalls jüdischen Kollegen Alfred Doren ins Italienische. Bezeichnenderweise musste Luzzatto seine Studie über die Wirtschaftsaktivitäten des venezianischen Patriziats 1937 in den französischen Annales veröffentlichen. Die Nuova Rivista musste 1943 ihr Erscheinen einstellen. Erst nach dem Krieg setzte sich dort Publikationstätigkeit fort.
1938 wurde er aufgrund der faschistischen Rassengesetze zwangspensioniert. Seinen Lehrstuhl erhielt Amintore Fanfani, den er selbst vorgeschlagen hatte. Ab diesem Jahr publizierte er unter dem Pseudonym Giuseppe Padovan. Sein Unterrichtswerk Das Mittelalter (313–1492) konnte bereits aufgrund der Rassengesetze nicht mehr herausgegeben werden, der zweite Teil seiner Wirtschaftsgeschichte der Moderne und der Gegenwart erschien unter dem fingierten Jahr 1938, obwohl es erst 1939 gedruckt worden war, um die besagten Gesetze zu umgehen. Seine Übersetzung von K. Robert Greenfield zur Wirtschaft im Risorgimento (1940) erschien ohne Nennung seines Namens. Zahlreiche seiner Beiträge in Popolo oder in der Rivista di storia economica, die er als G. Padovan oder Giuseppe Padovan veröffentlichte, erschienen erst 1954 in seinen Studi di storia economica. 1961 verfasste Luzzatto einen Beitrag zur wirtschaftlichen Situation der jüdischen Gemeinden zwischen dem Marsch auf Rom und den italienischen Rassegesetzen, also von 1922 bis 1938.
Luzzatto beschäftigte sich zum einen mit didaktischen Werken, zum anderen vorwiegend mit dem 12. und 13. Jahrhundert, als die Herrschaftsformen noch weniger aristokratisch, der Beitrag der kleinen Händler zum Gesamtreichtum der Stadt noch erheblich größer, als der des großen Kapitals war. Zu all den Beschränkungen, die Luzzatto erdulden musste, kam hinzu, dass ihm, wie allen Juden, 1940 der Zugang zum Archiv verwehrt wurde, ab 1942 auch der Bibliotheken.
Darüber hinaus kümmerte er sich ab 1939 intensiver um die jüdische Gemeinde, deren Vizepräsident er 1942 wurde, ein Amt, das er bis zu seinem Lebensende innehatte. Dabei unterstützte er etwa Auswanderungswillige nach Palästina oder Amerika. Zusammen mit seiner Schwester Elena leitete er eine kleine Schule für die jüdischen Kinder der Stadt.
Die Marginalisierung und letztliche Vernichtung der jüdischen Gemeinde konnte er nicht verhindern. So wurde beispielsweise die am 20. April 1873 geborene Venezianerin Olga Blumenthal-Secrétant (häufig auch Secrétant-Blumenthal), die an der Universität deutsche Literatur und Sprache unterrichtet hatte und von 1908 bis 1922 mit dem Dozenten für italienische Literatur Gilberto Secrétant verheiratet gewesen war, eines der Opfer der Deportationen. Sie wurde am 30. Oktober 1944 verhaftet, dann ins Lager Risiera di San Sabba in Triest verschleppt, um am 28. November ins KZ Ravensbrück gebracht zu werden. Dort starb sie am 24. Februar 1945.
Noch 1942 stellte Luzzatto sein Haus für die Gründer des Partito d’Azione zur Verfügung, einer politischen Partei, die bis 1946 bestand. Sie wurde von ehemaligen Mitgliedern von Giustizia e Libertà („Gerechtigkeit und Freiheit“) gegründet. Mit dem Ende der Diktatur sollte Luzzatto, der sich zur Zeit der Verhaftung Mussolinis mit seiner Schwester in Champoluc, einem Ortsteil von Ayas im Aostatal aufhielt, zum 1. September 1943 erneut berufen werden, jedoch verhinderte dies die Republik von Salò, die kurzlebige Wiedererrichtung des faschistischen Regimes. So kam er ein Jahr lang bei seinem Kollegen Raffaele Ciasca unter, der Dozent für Wirtschaftsgeschichte an der Universität Genua war.

### Rektor der Universität (1945–1953), Querini-Stampalia-Bibliothek, Kommunalpolitiker
Nach Kriegsende kehrte Luzzatto an die Ca' Foscari zurück und wurde am 6. Juli 1945 zum Rektor gewählt, ein Amt, das er bis 1953 innehatte. Seine Antrittsrede wurde 2015 wiederentdeckt. Von 1946 bis 1951 war er zugleich Finanzassessor für den Partito Socialista Unitario, bis 1958 Consigliere. Er hatte dort Gelegenheit, sich am konkreten Fall mit den Themen zu befassen, die ihn schon so lange umtrieben. Ihm kam zustatten, dass diese Beschäftigung mit vergleichsweise „aktuellen“ Fragestellungen nicht ganz so fremd war, wie seine Arbeit über den Wirtschaftswandel der Lombardei von 1860 bis 1922 zeigt.
Seit 1947 korrespondierendes Mitglied der Accademia dei Lincei, wurde Luzzatto 1950 Vollmitglied (socio nazionale). 1947 schloss er sich dem Partito socialista dei lavoratori italiani an.
1949 publizierte er eine Wirtschaftsgeschichte Italiens, zu deren Fortsetzung und Überarbeitung er aufgrund zahlreicher anderer Aufgaben nie kam. Zu diesen Aufgaben zählte seine Präsidentschaft der Biblioteca Querini Stampalia, die er von 1950 bis 1964 innehatte. Dennoch verfasste er weiterhin Beiträge, wie in Il Mondo, einer bedeutenden Wochenzeitung, aber auch in Critica sociale oder in Il Caffè zur „Krise der Sozialdemokratie“, oder zu Achille Loria in der Rassegna mensile di Israel. Auch zu Israel, etwa zur wirtschaftlichen Situation, äußerte er sich gelegentlich.
1952 übernahm er wieder den zehn Jahre zuvor unter dem Druck der rassistischen Gesetzgebung aufgegebenen Sitz des Direktors der Nuova Rivista Storica. Er leitete die Zeitschrift bis 1963 und arbeitete bis kurz vor seinem Tod daran mit. Ab 1958 war er zudem Berater der Stadtregierung.

### Wirtschaftsgeschichte Venedigs vom 11. bis 16. Jahrhundert (1958–1961)
Als Luzzatto sich 1958 an die Wirtschaftsgeschichte der Republik Venedig heranwagte, war er fast achtzig Jahre alt. Sein Hauptinteresse hatte dabei nie der Produktion gegolten, auch nicht dem Konsum, sondern dem Handel – schon gar nicht dem Streit der Zünfte um Zuständigkeiten und Privilegien. Bei einer Arbeit mit so einem umfassenden Titel fällt dieser Mangel ungemein ins Gewicht, noch mehr angesichts der Tatsache, dass Luzzatto weniger den Statuten Glauben schenkte, als den tagtäglich entstandenen Relikten der Wirtschaftsrealität. Das versperrte ihm beispielsweise den sonst so präzisen Blick für die ökonomischen Zwänge und Motive, die hinter der Eroberung des oberitalienischen Festlands standen. Diese Eroberung war eben kein Bruch mit der bisherigen Vorgehensweise – der hatte schon in den Jahrzehnten um 1350 stattgefunden –, sondern war Folge des politischen und vor allem wirtschaftlichen Dilemmas der Jahrzehnte um 1400. Dennoch ist sein Werk, die 1961 herausgegebene Storia economica di Venezia dall’XI al XVI secolo, grundlegend geworden.

### Späte Schriften
In seinen letzten Jahren befasste sich Luzzatto mit zahlreichen Wirtschaftsfragen, darunter der Wirtschaftsgeschichte Venedigs von 1797 bis 1866, den Wirtschaftsfolgen des Ersten Weltkriegs, die er in der Rundfunkanstalt RAI besprach, zusammen mit seinem Freund und Kollegen Frederic Lane veröffentlichte er eine Abhandlung zur „Öffentlichen Schuld“ Venedigs (es handelte sich eher um eine „schwebende Schuld“, die Monte genannt wurde, und die aus Zwangs- und freiwilligen Anleihen gespeist wurde, die verzinst wurden), dazu Einleitungen verschiedener Werke und weiterhin zahlreiche Rezensionen. Die Wirtschaftsgeschichte Italiens von 1861 bis 1914 konnte er bereits nicht mehr zu Ende bringen, zumal er seit geraumer Zeit herzkrank war.
Die von Angelo Tursi 1949 begonnene und nach Gino Luzzattos Tod zusammengestellte Publikationsliste umfasst 277 Beiträge, hinzu kommen die hierin nicht enthaltenen 236 Rezensionen und 65 nicht veröffentlichten Artikel für die Treccani-Enzyklopädie. Andrea Caracausi stellte ebenfalls eine Liste zusammen und kam dabei auf 772 Titel.

## Der Nachlass
Der Nachlass Luzzattos, der Kollegen und Freunde vielfach beschenkte, befindet sich in der Bibliothek für Wirtschaft der Ca’Foscari, S. Giobbe, Cannaregio 873. Der Bestand kam 1965 in öffentlichen Besitz und wurde von Omar Mazzotti katalogisiert. Er enthält in 18 buste unter anderem 1.236 Briefe aus der Zeit von 1935 bis 1964, die wohl von Luzzattos Nichte bei einem ersten Erfassungsversuch nummeriert worden sind. Hinzu kommen in weiteren buste verteilte Briefe. Das Inventario virtuale soll die Bestände erschließen helfen. Dass sie für die Erforschung auch anderer Biographien von Bedeutung sein können, zeigt der Beitrag von Giovanni Zalin zum Briefwechsel mit Luigi Einaudi aus dem Jahr 2004.

## Wirkung
1988 bezeichnete Carlo Cipolla Luzzatto neben Marc Bloch und Henri Pirenne als den bedeutendsten Wirtschaftshistoriker. Seine Wirkung auf die Erforschung der venezianischen Ökonomie vor allem des Spätmittelalters kann kaum überschätzt werden, zumal er nicht auf der Ebene der Institutionen- und Rechtsgeschichte und damit nur allzu oft des Anspruchs blieb, sondern Quellen extensiv nutzte, die in der Wirtschaftssphäre selbst entstanden waren. Er betrachtete viel stärker die Gesamtheit der Gesellschaft als Impulsgeberin, wie es Karl Lamprecht versuchte (Kulturgeschichte). Daher lehnte er den Blick auf die Gesellschaft durch bloße Untersuchung der Rechtsgeschichte und der der Institutionen, wie ihn in Deutschland etwa Georg von Below vertrat, ab.
Die Erschütterungen des Ersten Weltkriegs verschonten die Geschichtswissenschaften keineswegs, was sich an der Institutionengeschichte ablesen lässt, wie etwa der Schließung des Preußischen historischen Instituts in Rom 1915. Dieses Abreißen wurde durch die Herrschaft zunächst des italienischen, dann zusätzlich des deutschen faschistischen Regimes fortgesetzt, das an der Wirtschaftsgeschichte keinerlei Interesse hatte. Darüber hinaus begrenzte lange die Hauptausrichtung der deutschen Italienhistoriographie, einerseits auf den Konflikt zwischen Kaiser und Kommunen bzw. Papst, andererseits auf die Frage nach der Kontinuität zwischen spätrömischen Institutionen und denen der italienischen Kommunen, die Beschäftigung mit Venedig – und damit mit Luzzatto und seinen Themen.
Dabei kommt Luzzatto das Verdienst zu, durch seine Übersetzungen einige der bedeutendsten historiografischen Werke des deutschen Sprachraums in Italien bekannt gemacht zu haben. In der Gegenrichtung, also bei der Übersetzung der Hauptwerke Luzzattos ins Deutsche, besteht erheblicher Nachholbedarf, wenn auch die Hauptwerke seiner wichtigsten Schüler ins Englische und Deutsche übersetzt worden sind.
Innerhalb Venedigs, das über Jahrzehnte Luzzattos Forschungsschwerpunkt darstellte, setzten diese Schüler seine Arbeit fort. Zu diesen gehörte vor allem Frederic C. Lane und dessen Schüler Reinhold C. Mueller. Zugleich beeinflusste Luzzattos Arbeit den angelsächsischen, seit den späten 1970er Jahren auch den deutschen Sprachraum, etwa durch Gerhard Rösch.

## Hauptwerke
- Storia economica dell’età moderna e contemporanea, Padua 1920.
- I prestiti della Repubblica di Venezia (Sec. XIII–XV). Introduzione storica e documenti, Padua 1929.
- Studi di storia economica veneziana, Padua 1954.
- Breve storia economica dell’Italia medievale. Dalla caduta dell’Impero romano al principio del Cinquecento, Turin 1958, 1993, ISBN 88-06-04572-5.
- Storia economica di Venezia dall’ XI al XVI secolo, Venedig 1961.
- Il debito pubblico della Repubblica di Venezia. Dagli ultimi decenni del XII secolo alla fine del XV, Mailand 1963, Nachdruck der I prestiti von 1929.
- Storia economica d’Italia. Il Medioevo, 1949 (unvollst.), Sansoni, Florenz 1963, Nachdruck 1967.